# Jonna

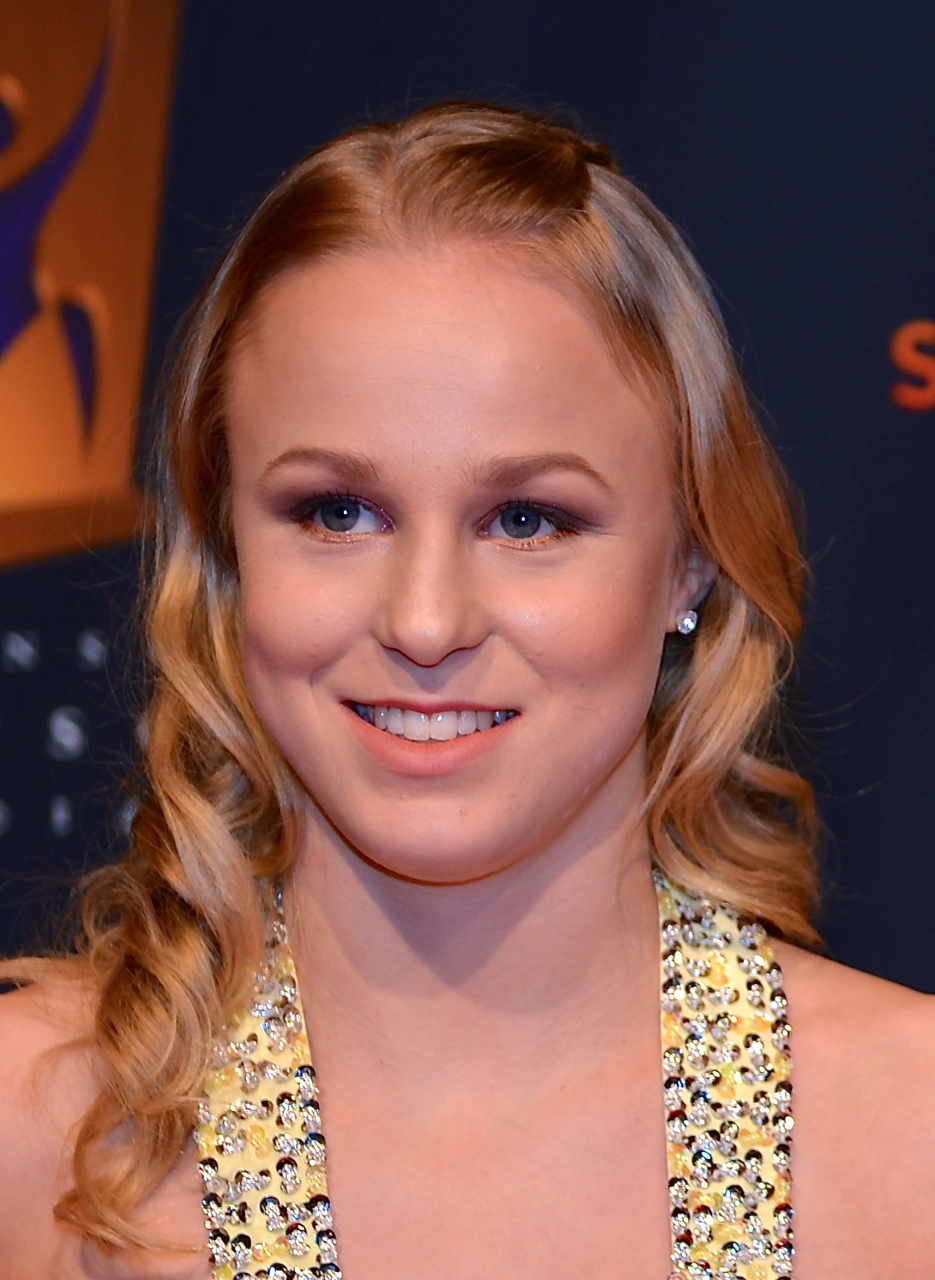
Jonna Adlerteg, 2014.

Jonna är ett kvinnonamn, en dansk kortform av det hebreiska namnet Johanna eller Joanna - Gud har förbarmat sig. Namnet blev vanligt först på 1980-talet, en modevåg som sedan ebbade ut under 1990-talet.
Under större delen av 1990-talet var det ett av de 75 vanligaste tilltalsnamnen men mot slutet av decenniet mattades modevågen. I den vuxna befolkningen är Jonna däremot ganska ovanligt. 31 december 2009 fanns det totalt 5 273 personer i Sverige med namnet, varav 4 503 med det som tilltalsnamn.
Namnsdag i Sverige: 21 augusti (1986-1992: 29 mars). I den finlandssvenska namnsdagslängden har Jonna namnsdag 21 juli sedan 2000.

## Personer med namnet Jonna
- Jonna Adlerteg, gymnast
- Jonna Berg, journalist
- Jonna Järnefelt, finlandssvensk skådespelerska
- Jonna Lee, sångerska och musiker
- Jonna Liljendahl, barnskådespelare i Madicken
- Jonna Lundell, svensk youtubare
- Jonna Sundling, längdskidåkare
- Jonna Tervomaa, finländsk sångerska
- Jonna Ulin, arkeolog och programledare på SVT.